# Station Montalto Dora
Station Montalto Dora is een voormalig spoorwegstation van de spoorlijn Chivasso-Ivrea-Aosta, gelegen in de gemeente Montalto Dora (Piëmont-Italië). Het station werd in 1885 geopend, en sloot in 2009.